# Haim Weizmann
Haim Azriel Weizmann (în ebraică חיים עזריאל ויצמן; n. 27 noiembrie 1874, Motol⁠(d), Vilna Governorate-General⁠(d), Imperiul Rus – d. 9 noiembrie 1952, Rehovot, Israel) a fost un profesor de chimie, originar din Belorusia și politician israelian de centru, unul dintre conducătorii istorici ai mișcării sioniste. A trăit și activat cea mai mare parte a vieții în Anglia, unde a fost profesor de chimie la Universitatea Manchester și un lider al mișcării sioniste locale. Între anii 1921 - 1931 și 1935 - 1946 a fost președintele Organizației Sioniste Mondiale apoi, a fost primul președinte al Israelului în perioada 17 mai 1948 - 9 noiembrie 1952, unde a întemeiat și Institutul de științe din Rehovot care îi poartă numele.

## Copilăria și tinerețea
Haim Weizmann s-a născut la 27 noiembrie 1874 în satul Motal  lângă Pinsk, în estul Poloniei atunci, teritoriul Belorusiei ca al treilea dintre 15 copii (12 rămași în viață) ai unei familii evreiești. Tatăl său, Ozer (1850 - 1911), se ocupa cu exploatarea forestieră și comerțul de lemne. Mama sa, Rahel Lea, născută Cĭmerinski, (1852 - 1939) era născută în Motal'. La nouă ani după decesul soțului ei, ea a emigrat în Palestina unde, la Haifa, a înființat un cămin de bătrâni.
În casa familiei Weizmann domnea o atmosferă tradițională evreiască îmbinată cu interesul pentru modernitate, în spiritul mișcării Haskala, și pentru reașezarea poporului evreu în țara strămoșească, în Palestina, potrivit cu ideile sionismului practic propagat de mișcarea Hibat Tzion.
După învățătura religioasă elementară într-un heder din localitatea natală, unde învățătorul, om cu orizonturi mai largi, i-a stârnit curiozitatea pentru științele naturii, Haim Azriel a urmat, de la 11 ani, studii la o școală-internat și la Liceul Real din Pińsk pe care l-a absolvit în anul 1892. Încă la liceu s-a distins prin interesul și înclinarea sa pentru chimie.
În același timp s-a arătat însuflețit de noua ideologie de renaștere națională a evreilor - sionismul -, și a fondat la vârsta de 15 ani o asociație cu numele „Safá brurá” (în ebraică „Grai limpede”) destinată să difuzeze vorbirea limbii ebraice moderne în masele evreiești.
La 18 ani, în 1892, fapt ieșit din comun în mediul în care a copilărit, a plecat să studieze chimia în Germania și s-a înscris la Politehnica (azi Universitatea Tehnică) din Darmstadt, în principatul Hessen, iar apoi, din 1894, biochimia la prestigioasa Politehnică regală (Königliche Technische Hochschule) din Berlin. În capitala Reichului a făcut parte dintr-un grup de studenți evrei sioniști originari, ca și el, din Rusia țaristă, fiind câștigat la început de „sionismul spiritual” al lui Ahad Ha'am care propovăduia întemeierea unui centru evreiesc spiritual, și nu neapărat politic, în Palestina. Nu a reușit, prin forța împrejurărilor, să participe în 1897 la congresul fondator al  Organizației Sioniste la Basel, dar a fost prezent apoi la toate congresele sioniste.

## Cariera universitară și științifică
În continuare, Haim Weizmann a plecat să se perfecționeze în chimie la Universitatea din Fribourg, în Elveția, luându-și acolo doctoratul în chimie cu summa cum laude în anul 1899. A început apoi o activitate de cercetător și cadru didactic - conferențiar la Universitatea din Geneva între anii 1901 - 1903. În anul 1904 s-a căsătorit la Geneva cu Vera Katzman care studia acolo medicina. În același an s-a mutat în Anglia, la Universitatea din Manchester, unde a devenit profesor.
În anul 1910 a obținut cetățenia britanică, în vremea Primului război mondial îndeplinind, între anii 1916 - 1919, funcția de director al laboratoarelor Amiralității britanice.

## Activitatea publică
Pe lângă activitatea științifică, a continuat Haim Weizmann să participe intens la mișcarea sionistă, și s-a remarcat ca tânăr delegat al Fracțiunii democratice și ca discipol declarat al lui Ahad Haam, în opoziția față de conducătorul acesteia,Theodor Herzl. 
În cursul anilor a căutat sa promoveze și să explice cauza sionistă în rândurile unor cercuri influente din politica și presa britanică. In anul 1906 l-a întâlnit pentru prima dată pe lordul Arthur James Balfour și i-a expus pe îndelung punctele de vedere ale sionismului.
La al VI-lea Congres sionist din 1903, Weizmann a sprijinit la început planul Uganda, propus de Herzl. Pe parcursul dezbaterilor, însă, și-a schimbat părerea, și a devenit unul din potrivnicii cei mai acerbi ai acestui plan.
Totuși, a fost membru în comisia de deliberare asupra anchetei efectuate de delegația trimisă în Africa de est, și care a dezbătut aplicabilitatea planului Uganda.. La al VIII-lea Congres sionist întrunit în 1907 la Haga, Weizmann a chemat la realizarea „sionismului sintetic”, care era destinat să combine munca politică cu acțiunile de colonizare evreiască în Palestina. În acel an a și vizitat Palestina pentru întâia dată.

## Activitatea științifică
Ca cercetător la Universitatea din Manchester Weizmann s-a făcut cunoscut prin descoperiri în domeniul utilizării fermentației bacteriene în producerea unor cantități mari de substanțe chimice. Weizmann este considerat părintele procedurii de fermentație industrială. Între altele, a folosit bacteria Clostridium acetobutylicum (așa numitul „organism Weizmann”) la producerea de acetonă. 
Acetona slujea între altele la fabricarea explozivului  numit „cordită” care servea efortul de război britanic
În cursul primului război mondial s-a constatat în Marea Britanie o penurie de acetonă deoarece acesta se obținea până atunci din acetat de calciu, iar după izbucnirea războiului majoritatea acestui minereu se afla în mâinile germanilor.
Numit în fruntea laboratorului de cercetări chimice de la Londra al flotei britanice Weizmann a  pus in aplicare productia de acetona prin procedeul pe care l-a descoperit. Bacteria necesară era izolată de pe materii prime vegetale cum ar fi porumbul. El a a transferat drepturile asupra producerii corditei Corporației Comerciale de Solvenți în schimbul unor indemnizații.
Pe baza invenției sale s-au pus bazele unei industrii militare de urgență. Atat ministrul armamentului, David Lloyd George, cât și lordul amiralității, Winston Churchill  l-au cunoscut personal pe Weizmann, care salvase flota britanică de o criză logistică serioasă. Această contribuție a lui Weizmann la efortul de război britanic, ca si activitatea sa de lobbist, au întărit influența sa în fața cercurilor conducătoare britanice si a avut o contribuție însemnată la publicarea Declarației Balfour prin care guvernul britanic și-a exprimat sprijinul pentru întemeierea unui cămin național evreiesc în Palestina.
După publicarea Declarației Balfour in 1917, Weizmann a abandonat în mare parte munca sa științifică, pentru a se dedica activității politice sioniste.
După 1931 el și-a reluat activitatea de cercetare,lucrând ,între altele, în laboratorul Institutului „Daniel Sieff” (Ziv) pe care l-a înființat la Rehovot, în Palestina, împreună cu Daniel Sieff, fiul prietenului său, lordul Israel Sieff, și cu sprijinul financiar al acestuia. În 1949 institutul acesta și-a schimbat numele în Institutul științific „Haim Weizmann”.
Weizmann a înregistrat din tinerețe câteva zeci patente de invenții și a apucat să fie martor la mai multe aplicări semnificative ale acestora. Datorită acestor aplicații, el a beneficiat de venituri financiare care i-au permis să renunțe la salariul din partea mișcării sioniste, căreia i-a dedicat cea mai mare parte a vieții sale adulte. Și în cursul celui de-al doilea război mondial s-a înrolat ca om de știință în serviciul efortului de război britanic împotriva Germaniei naziste și aliaților ei.

## În Palestina
Odată cu cucerirea Palestinei de către armata britanică în 1918, Weizmann a revenit acolo în fruntea unei delegații de conducători sioniști denumită „Comitetul delegaților” (Vaad Hatzirim) pentru a asista populația evreiască revenită în patria istorică, în domeniile educației, sănătății, asistenței sociale și a colonizării agricole, și a pune bazele Căminului național în spiritul Declarației Balfour. 
Una din momentele importante în cadrul acestei activități a reprezentat punerea pietrei de temelie a Universității Ebraice din Ierusalim, pentru a cărei înființare a depus nenumărate eforturi.
El s-a întâlnit în Transiordania cu emirul Feissal ibn Hussein, întâlnire care a dus la semnarea la Londra la 3 ianuarie 1919 a acordului Weizmann-Feissal, care ar fi trebuit să asigure recunoașterea mișcării sioniste de către arabi, dar care nu a fost concretizat niciodată, deoarece o astfel de concesie ar fi întâlnit o foarte mare opoziție în lumea arabă. Emirul Feissal a fost înlăturat de la putere la Damasc, prin intervenția Franței, devenind ulterior rege al Irakului.

### Viața privată
Din cei cinsprezece frați și surori Weizmann, zece au emigrat în Palestina. Doi au devenit de asemenea chimiști: Anna (Anushka) a lucrat în laboratorul Institutului Daniel Sieff din Rehovot, devenit ulterior Institutul Weizmann. Ea a înregistrat mai multe patente pe numele ei.
Fratele lor, Moshe Weizmann, a fost directorul laboratorului de chimie organica al Universității Ebraice, ulterior profesor la această universitate.
Doi dintre frati, Samuil si Maria (Masha) au rămas după Revoluția bolsevică în Uniunea Sovietică:Samuil a fost un membru al Bundului, miscare atunomistă evreiască antisionistă și apoi, un comunist devotat. În timpul Marii Terori staliniste el a fost arestat sub acuzatia de spionaj si sionism si a fost executat în 1939. Soarta lui a devenit cunoscută soției și copiilor săi abia în 1955. Maria (Masha) Weizmann a fost medic si a fost arestată în 1952 în timpul Campaniei împotriva medicilor evrei, când acestora li s-a imputat un complot pentru omorârea lui Stalin și Andrei Jdanov. Ea a fost condamnată la cinci ani de închisoare in Siberia.  După moartea lui Stalin, ei și soțului ei i s-a permis în 1956 să emigreze și s-a stabilit în Israel. În timpul Primului Război Mondial, o alte sora a lui Weizmann, Minna a fost iubita unui spion german (și mai târziu diplomat nazist) Kurt Prüfer, și a spionat în favoarea Germaniei în Egipt. Ea nu a fost niciodată acuzată formal de spionaj, a supraviețuit războiului și, in cele din urmă, a revenit în 1898 în Palestina unde a lucrat la serviciile medicale ale Organizației femeilor sioniste Hadassa.       
Din căsătoria cu Vera, Haim Weizmann a avut doi fii: cel tânăr, Michael Oser Weizmann (1916 Londra -1942 Marea Mânecii), inginer electronist, care a căzut în februarie 1942 într-o misiune ca aviator în Golful Biscaya în timpul celui de al Doilea Război Mondial, și fiul cel mai mare, Benjamin (1907 Manchester-1980 Jersey), care a participat și el la război, și a suferit de șoc de luptă.El s-a stabilit in Irlanda, unde s-a ocupat cu creșterea vacilor. Fiul lui Benjamin, nepotul lui Haim Weizmann, David, trăiește în Marea Britanie.
Alt nepot al lui Haim Weizmann,Ezer Weizman, fiul fratelui său, agronomul israelian Yehiel Weizmann, a devenit comandant al aviatiei militare a Israelului si ulterior președinte al Israelului.
Haim Weizmann a fost înmormântat alături de soția sa în grădina casei sale, în perimetrul Institutului Weizmann din Rehovot.